# Réserve de biosphère du bassin de la Dordogne
La réserve de biosphère du bassin de la Dordogne est une réserve de biosphère située en France. Le 11 juillet 2012, l'UNESCO a inscrit le bassin de la Dordogne au réseau international des réserves de biosphère, avec pour structure de coordination l'établissement public territorial du bassin de la Dordogne (EPIDOR),. 

## Caractéristiques

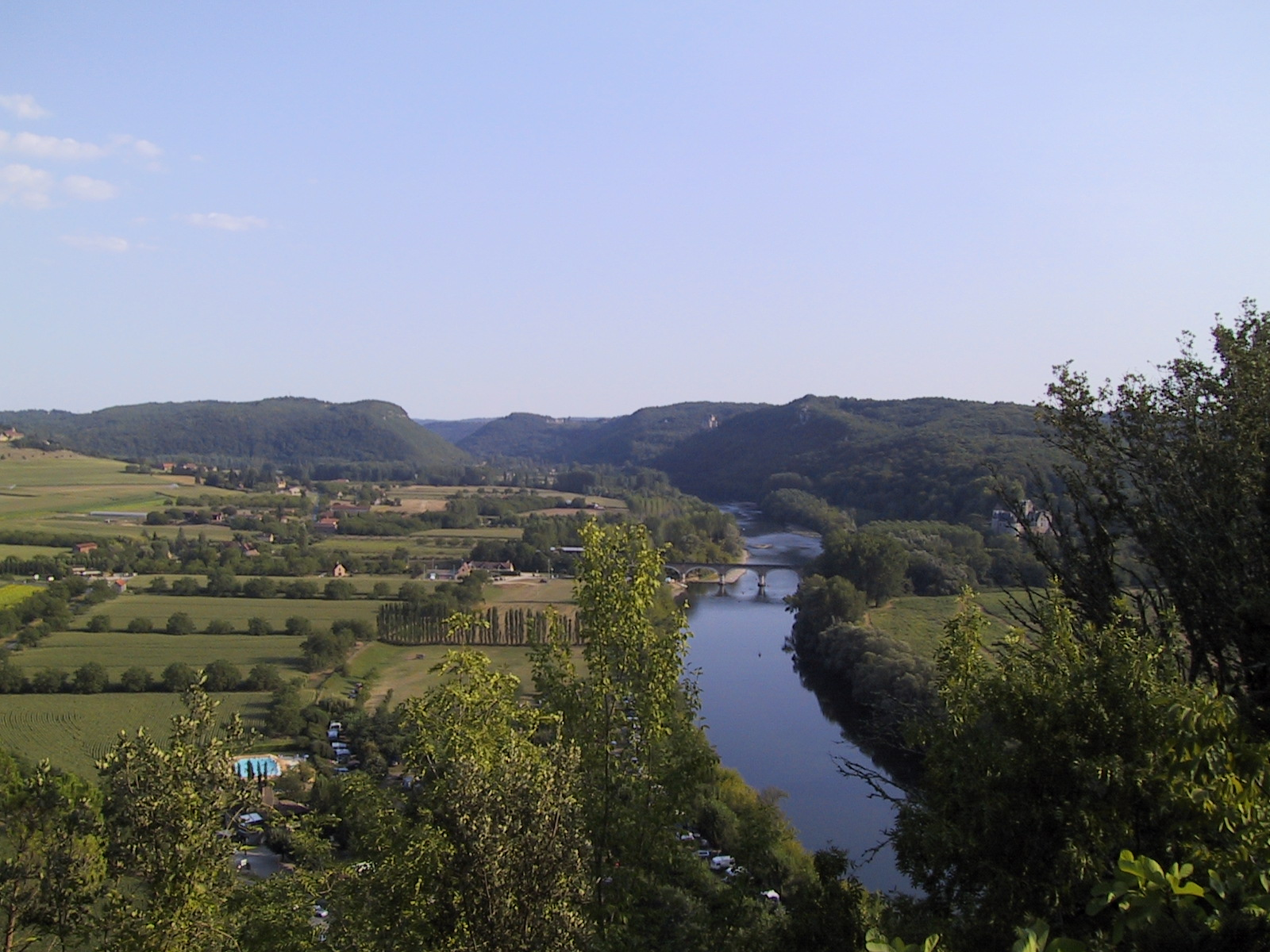
Vue de la Dordogne

Une réserve de biosphère est une désignation attribuée par l’UNESCO sur un territoire conciliant activités humaines et préservation de l’environnement. La réserve de biosphère du bassin de la Dordogne possède une surface totale de 23 870 km2, soit la plus grande de France, et elle est peuplée d’1,2 million d'habitants. Elle chevauche trois régions (Auvergne-Rhône-Alpes, Nouvelle-Aquitaine, Occitanie), soit onze départements (Cantal, Charente, Charente-Maritime, Corrèze, Creuse, Dordogne, Gironde, Haute-Vienne, Lot, Lot-et-Garonne, Puy-de-Dôme), soit 1 451 communes.

### Zonage
En 2012, son aire centrale est constituée par l'arrêté préfectoral de protection de biotope « rivière Dordogne » entre Argentat et Saint-Pierre-d'Eyraud (en aval de Bergerac) ainsi que des réserves naturelles nationales de Chastreix-Sancy et des sagnes de La Godivelle. Dans sa reconduction de 2024 pour dix ans, la zone centrale s'étend à l'aval de Saint-Pierre-d'Eyraud, jusqu'à Sainte-Terre car d'Argentat à Sainte-Terre, sur 280 km de long, les abords immédiats — de 30 à 50 mètres des rives — de la Dordogne sont composés à 30 % de zones naturelles alors que sur le reste du linéaire des principaux cours d'eau (Dordogne, Isle et Vézère), la proportion descend à 15 %.
Sa zone tampon est composée de zones Natura 2000 et des parties du bassin versant qui se superposent à quatre parcs naturels régionaux : les PNR des Causses du Quercy, de Millevaches en Limousin, Périgord-Limousin et des volcans d'Auvergne.
Le reste du bassin versant est constitué en aire de transition.

## Biodiversité
Le bassin de la Dordogne est un des seuls endroits de France où la présence de huit espèces migratrices de poissons est avérée, avec le saumon atlantique, la truite de mer, la lamproie fluviatile, la lamproie marine, la grande alose, l’alose feinte, l’anguille, et l’esturgeon d'Europe. D’autres espèces liées à l’eau, telles que la loutre commune et le vison d'Europe, ou encore le flûteau nageant sont également présentes.
Sur les deux réserves « centrales », les inventaires, menés parfois depuis quarante ans, et sur des groupes variés, ont permis de dénombrer 4 200 espèces : 373 espèces de papillons nocturnes et 75 de microlépidoptères, 497 de coléoptères, 257 de diptères, 134 d’insectes aquatiques (éphémères, plécoptères, trichoptères), 287 d’hyménoptères, 39 de mollusques ; et pour la botanique : 417 espèces de lichens, 300 de champignons, 414 de bryophytes et 215 de diatomées. Ces résultats s'expliquent par la grande ancienneté des inventaires sur la réserve des sagnes de La Godivelle, d'autant plus que les milieux tourbeux qu'elle abrite sont riches en espèces rares en France.

## Historique
Un dialogue presque ininterrompu a émergé à travers le temps et l’espace, entre tous ceux qui sont attachés à la qualité de la Dordogne et de sa vallée. Il s’est amplifié au milieu des années 1970 avec une forte mobilisation scientifique et publique pour stopper l’extraction massive de granulats du lit mineur de la Dordogne. À partir du début des années 1980, ce dialogue s’est poursuivi de manière plus consensuelle.
- 1991 : création d’une institution interdépartementale entre les départements du Puy-de-Dôme, du Cantal, de la Corrèze, du Lot, de la Dordogne et de la Gironde, dénommée EPIDOR, afin de promouvoir le dialogue territorial au travers d’études et de programmes de gestion et d’animation menés sur tout le bassin de la Dordogne.
- 1992 : élaboration et adoption de la Charte Vallée Dordogne proposant 370 consensus, décidés collectivement à l'issue du sommet vallée Dordogne, pour gérer et protéger la rivière et pour orienter l'action publique sur le bassin hydrographique de la Dordogne et l'action d'EPIDOR[7].
- 2006 : reconnaissance d’EPIDOR en tant qu’établissement public territorial du bassin de la Dordogne et délimitation d’un périmètre associé, par arrêté du préfet de bassin Adour-Garonne du 13 novembre 2006.
- 2012 : organisation des deuxièmes états généraux du bassin de la Dordogne au cours desquels l’Unesco a distingué le bassin de la Dordogne en tant que réserve de biosphère, coordonnée par EPIDOR[8]. C'est la 11e réserve française à obtenir ce titre.
- 2024 : la distinction en réserve de biosphère du  bassin de la Dordogne est reconduite pour dix ans[4].